# 96. ročník udílení Oscarů
96. ročník udílení Oscarů se uskutečnil 10. března 2024 v Dolby Theatre v Los Angeles. Ceremoniál moderoval Jimmy Kimmel, který již moderoval 89., 90. a 95. ročník předávání Oscarů.

## Nominace
| Nejlepší film | Nejlepší režie |
| --- | --- |
| Oppenheimer – Emma Thomas, Charles Roven a Christopher Nolan - Americká fikce – Ben LeClair, Nikos Karamigios, Cord Jefferson a Jermaine Johnson - Anatomie pádu – Marie-Ange Luciani a David Thion - Barbie – David Heyman, Margot Robbie, Tom Ackerley a Robbie Brenner - Zimní prázdniny – Mark Johnson - Zabijáci rozkvetlého měsíce – Dan Friedkin, Bradley Thomas, Martin Scorsese a Daniel Lupi - Maestro – Bradley Cooper, Steven Spielberg, Fred Berner, Amy Durning a Kristie Macosko Krieger - Minulé životy – David Hinojosa, Christine Vachon a Pamela Koffler - Chudáčci – Ed Guiney, Andrew Lowe, Jorgos Lanthimos, Emma Stoneová - Zóna zájmu – James Wilson | Christopher Nolan – Oppenheimer - Justine Triet – Anatomie pádu - Martin Scorsese – Zabijáci rozkvetlého měsíce - Jorgos Lanthimos – Chudáčci - Jonathan Glazer – Zóna zájmu |
| Nejlepší herec | Nejlepší herečka |
| Cillian Murphy jako J. Robert Oppenheimer – Oppenheimer - Bradley Cooper jako Leonard Bernstein – Maestro - Colman Domingo jako Bayard Rustin – Rustin - Paul Giamatti jako Paul Hunham – Zimní prázdniny - Jeffrey Wright jako Thelonious „Monk“ Ellison – Americká fikce | Emma Stoneová jako Bella Baxter – Chudáčci - Annette Beningová jako Diana Nyad – Nyad - Lily Gladstone jako Mollie Burkhart – Zabijáci rozkvetlého měsíce - Carey Mulliganová jako Felicia Montealegre – Maestro - Sandra Hüller jako Sandra Voyter – Anatomie pádu |
| Nejlepší herec ve vedlejší roli | Nejlepší herečka ve vedlejší roli |
| Robert Downey Jr. jako Lewis Strauss – Oppenheimer - Sterling K. Brown jako Clifford „Cliff“ Ellison – Americká fikce - Robert De Niro jako William King Hale – Zabijáci rozkvetlého měsíce - Ryan Gosling jako Ken – Barbie - Mark Ruffalo jako Duncan Wedderburn – Chudáčci | Da'Vine Joy Randolph jako Mary Lamb – Zimní prázdniny - Emily Bluntová jako Katherine „Kitty“ Oppenheimerová – Oppenheimer - Danielle Brooks jako Sofia – Purpurová barva - America Ferrera jako Gloria – Barbie - Jodie Fosterová jako Bonnie Stoll – Nyad |
| Nejlepší původní scénář | Nejlepší adaptovaný scénář |
| Anatomie pádu – Justine Triet a Arthur Harari - Zimní prázdniny – David Hemingson - Maestro – Bradley Cooper a Josh Singer - Láska napříč věkem – scénář Samy Burch; příběh Samy Burch a Alex Mechanik - Minulé životy – Celine Song | Americká fikce – Cord Jefferson; podle románu Erasure od Percivala Everetta - Barbie – Greta Gerwig a Noah Baumbach; založeno na postavách vytvořených Ruth Handler - Oppenheimer – Christopher Nolan; založeno na životopisné knize American Prometheus od Kai Bird a Martina J. Sherwina - Chudáčci – Tony McNamara; založený na románu od Alasdaira Graye - Zóna zájmu – Jonathan Glazer; založeno na románu od Martina Amise |
| Nejlepší animovaný film | Nejlepší cizojazyčný film |
| Chlapec a volavka – Hajao Mijazaki a Toshio Suzuki - Mezi živly – Peter Sohn a Denise Ream - Nimona – Nick Bruno, Troy Quane, Karen Ryan a Julie Zackary - Pes a jeho kamarád Robot – Pablo Berger, Ibon Cormenzana, Ignasi Estapé a Sandra Tapia Díaz - Spider-Man: Napříč paralelními světy – Kemp Powers, Justin K. Thompson, Phil Lord, Christopher Miller a Amy Pascal | Zóna zájmu (Spojené království) – režie Jonathan Glazer - Já, kapitán (Itálie) – režie Matteo Garrone - Dokonalé dny (Japonsko) – režie Wim Wenders - Sněžné bratrstvo (Španělsko) – režie J. A. Bayona - Sborovna (Německo) – režie İlker Çatak |
| Nejlepší dokument – film | Nejlepší dokument – krátkometrážní film |
| 20 dní v Mariupolu – Mstyslav Černov, Michelle Mizner a Raney Aronson-Rath - Bobi Wine: Prezident ugandského lidu – Moses Bwayo, Christopher Sharp a John Battsek - Věčná paměť – Maite Alberdi, Juan de Dios Larraín, Pablo Larraín a Rocio Jadue - Čtyři sestry – Kaouther Ben Hania a Nadim Cheikhrouha - To Kill a Tiger – Nisha Pahuja, Cornelia Principe a David Oppenheim | Poslední opravna hudebních nástrojů – Ben Proudfoot a Kris Bowers - The ABCs of Book Banning – Sheila Nevins a Trish Adlesic - The Barber of Little Rock – John Hoffman a Christine Turner - Island in Between – S. Leo Chiang a Jean Tsien - Nǎi Nai & Wài Pó – Sean Wang a Sam Davis |
| Nejlepší krátkometrážní film | Nejlepší animovaný krátkometrážní film |
| Podivuhodný příběh Henryho Sugara – Wes Anderson a Steven Rales - The After – Misan Harriman a Nicky Bentham - Invincible – Vincent René-Lortie a Samuel Caron - Knight of Fortune – Lasse Lyskjær Noer a Christian Norlyk - Red, White and Blue – Nazrin Choudhury a Sara McFarlane | War Is Over! Inspired by the Music of John and Yoko – Dave Mullins a Brad Booker - Letter to a Pig – Tal Kantor a Amit R. Gicelter - Ninety-Five Senses – Jared Hess a Jerusha Hess - Our Uniform – Yegane Moghaddam - Pachyderme – Stéphanie Clément a Marc Rius |
| Nejlepší skladatel | Nejlepší filmová píseň |
| Oppenheimer – Ludwig Göransson - Americká fikce – Laura Karpman - Indiana Jones a nástroj osudu – John Williams - Zabijáci rozkvetlého měsíce – Robbie Robertson (posmrtně) - Chudáčci – Jerskin Fendrix | „What Was I Made For?“ z filmu Barbie – Billie Eilish a Finneas O'Connell - „The Fire Inside“ z filmu Flamin' Hot: Koření úspěchu – Diane Warren - „I'm Just Ken“ z filmu Barbie – Mark Ronson a Andrew Wyatt - „It Never Went Away“ z filmu Americká symfonie – Jon Batiste a Dan Wilson - „Wahzhazhe (A Song for My People)“ z filmu Zabijáci rozkvetlého měsíce – Scott George                                                |
| Nejlepší zvuk | Nejlepší výprava |
| Zóna zájmu – Tarn Willers a Johnnie Burn - Stvořitel – Ian Voigt, Erik Aadahl, Ethan Van der Ryn, Tom Ozanich a Dean Zupancic - Maestro – Steven A. Morrow, Richard King, Jason Ruder, Tom Ozanich a Dean Zupancic - Mission: Impossible Odplata – První část – Chris Munro, James H. Mather, Chris Burdon a Mark Taylor - Oppenheimer – Willie Burton, Richard King, Gary A. Rizzo a Kevin O'Connell | Chudáčci – James Price. Shona Heath a Zsuzsa Mihalek - Barbie – Sarah Greenwood a Katie Spencer - Zabijáci rozkvetlého měsíce – Jack Fisk a Adam Willis - Napoleon – Arthur Max a Elli Griff - Oppenheimer – Ruth De Jong a Claire Kaufman |
| Nejlepší kamera | Nejlepší masky |
| Oppenheimer – Hoyte van Hoytema - Hrabě – Edward Lachman - Zabijáci rozkvetlého měsíce – Rodrigo Prieto - Maestro – Matthew Libatique - Chudáčci – Robbie Ryan | Chudáčci – Nadia Stacey, Mark Coulier a Josh Weston - Golda – Železná lady Izraele – Karen Hartley Thomas, Suzi Battersby a Ashra Kelly-Blue - Maestro – Kazu Hiro, Kay Georgiou a Lori McCoy-Bell - Oppenheimer – Luisa Abel - Sněžné bratrstvo – Ana López-Puigcerver, David Martí a Montse Ribé |
| Nejlepší kostýmy | Nejlepší střih |
| Chudáčci – Holly Waddington - Barbie – Jacqueline Durran - Zabijáci rozkvetlého měsíce – Jacqueline West - Napoleon – Janty Yates a Dave Crossman - Oppenheimer – Ellen Mirojnick | Oppenheimer – Jennifer Lame - Anatomie pádu – Laurent Sénéchal - Zimní prázdniny – Kevin Tent - Zabijáci rozkvetlého měsíce – Thelma Schoonmaker - Chudáčci – Yorgos Mavropsaridis |
| Nejlepší vizuální efekty | |
| Godzilla Minus One – Takashi Yamazaki, Kiyoko Shibuya, Masaki Takahashi a Tatsuji Nojima - Stvořitel – Jay Cooper, Ian Comley, Andrew Roberts a Neil Corbould - Strážci Galaxie: Volume 3 – Stephane Ceretti, Alexis Wajsbrot, Guy Williams a Theo Bialek - Mission: Impossible Odplata – První část – Alex Wuttke, Simone Coco, Jeff Sutherland a Neil Corbould - Napoleon – Charley Henley, Luc-Ewen Martin-Fenouillet, Simone Coco a Neil Corbould | |